# Музей Нуса Дуа Бали
Музей Нуса Дуа Бали (индон. Nusa Dua Bali) — это музей искусства на Бали, Индонезия. Он представляет разнообразие культурных артефактов стран Азии и Тихого океана. Музей был основан в 2006 году индонезийским бизнесменом Моетарьянто и французским коллекционером Филиппе Огэ.

## Коллекция
Коллекция музея включает в себя более 600 произведений искусства 200 авторов из 25 стран. Музей имеет несколько галерей:
- Зал I: Произведения искусства индонезийских авторов
- Зал II: Произведения искусства итальянских авторов в Индонезии
- Зал III: Произведения искусства голландских авторов в Индонезии
- Зал IV: Произведения искусства французских авторов в Индонезии
- Зал V: Произведения искусства индоевропейских авторов в Индонезии
- Зал VI: Временная выставка
- Зал VII: Произведения искусства авторов на полуострове Индокитай: Лаос, Вьетнам и Камбоджа
- Зал VIII: Произведения искусства авторов на территории Полинезии и Таити
- Зал IX: Ведущее искусство Вануату и картины островов Тихого океана Алоя Пилиоко и Николая Мишушуткина
- Зал X: Тапа стран Океании
- Зал XI: Азия: Несколько произведений искусства Японии, Китая, Таиланда, Малайзии, Мьянмы и Филиппин